# Johann Melchior Caesar
Johann Melchior Caesar (* um 1648 in Zabern; † 18. Oktober 1692 in Augsburg) war ein deutscher Komponist.

## Leben
Johann Melchior Caesar war ein Sohn von Hans Niclaus Kayser und Anna Maria Bilthauer. Sein Vater arbeitete als Sakristan in Zabern. Gemäß der Pfarrliste von Zabern besuchte er 1652 die dortige Lateinschule und sang als Chorknabe in der Stiftskirche. Er erhielt ersten Musikunterricht bei Schulmeister Urban Ludwig Murschhauser, dessen Sohn Franz Xaver (1663–1738) als Kirchenmusiker in München tätig war.
Ab 1663 besuchte Caesar die Universität Würzburg. Hier befasste er, angeleitet von Philipp Friedrich Buchner und Tobias Richter, umfassend mit der Würzburger Hof- und Dommusik. 1667 erhielt er in Breslau für einen Lohn von 125 Talern mit üblichen Accidenten eine Stelle als Hof- und Domkapellmeister bei Kardinal-Fürstbischof Friedrich Landgraf von Hessen. 1679 folgte er in Würzburg auf Johann Steger als Hof- und Domkapellmeister von Peter Philipp von Dernbach. 1685 wird er Nachfolger von Johann Melchior Gletle als Domkapellmeister in Augsburg. Dort unterstützte ihn insbesondere Johann Rudolph Graf Fugger von Kirchberg und Weißenhorn, für den er häufig als Besucher die Leitung der Tafelmusik übernahm.
Auf Caesar, der mit Marie Eleonore Jonist verheiratet war, folgte nach seinem Tod Johann Michael Galley als Dommusiker.

## Werke
Caesar schrieb zahlreiche kirchenmusikalische Werke. Bei seinen Messen, Offertorien, Psalmen und Hymnen arbeitete er im Stil des Barocks mit von Orchestern begleiteten Chorsätzen. Er gestaltete Melodik und Deklamation der Akkorde volkstümlich und wollte damit eher direkte Wirkung beim Zuhörer als künstlerische Effekte erzielen. Bei kurzen Sonaten und Ritornellen für Violinen gelangen ihm klanglich und architektonisch ausgewogene Werke. Er arbeitete bei einigen vielstimmigen Stücken im Stil der Reservata.
Ungewöhnlicherweise schrieb Caesar in den Vorworten seiner Stücke, dass er sich an die Liturgie halte, womit er sich vermutlich gegen eine zu große Verweltlichung in der barocken Kirchenmusik aussprach. Allerdings sind in seinen Werken auch Einflüsse italienischer Musik zu finden. Bei dem weltlichen Stück „Wend-Unmuth“ arbeitete er in einem Stil, den später Valentin Rathgeber in seinem „Augsburger Tafelkonfekt“ übernahm.
Caesar galt bei Zeitgenossen als angesehener Künstler, den W. C. Prinz zu den „neueren und berühmteren Componisten“ zählte. Ein Anzeichen für seine Bekanntheit ist auch, dass Johann Jakob Lotter seine Werke noch im 18. Jahrhundert noch in Augsburg verlegte.